# Colona thorelii
Colona thorelii là một loài thực vật có hoa trong họ Cẩm quỳ. Loài này được (Gagnep.) Burret mô tả khoa học đầu tiên năm 1926.